# Pseudograndreefite
La pseudograndreefite è un minerale.